# Sapper Hill (kulle i Antarktis)
Sapper Hill är en kulle i Antarktis. Den ligger i Östantarktis. Nya Zeeland gör anspråk på området. Toppen på Sapper Hill är 761 meter över havet.
Terrängen runt Sapper Hill är huvudsakligen kuperad, men åt nordväst är den platt. Trakten är obefolkad. Det finns inga samhällen i närheten.